# Magna International
Magna International Inc. è una società canadese con sede vicino a Toronto nella città di Aurora, nell'Ontario. È il più grande produttore di parti per automobili del Canada e una delle più grandi imprese del Paese. Controlla anche la società austriaca di automobili Magna Steyr. L'azienda, che è il più grande produttore di componenti per automobili del Nord America per vendite di parti originali, si è classificata costantemente nell'elenco Fortune Global 500 per 20 anni consecutivi dal 2001. Produce sistemi e/o assembla moduli e componenti automobilistici, che vengono forniti a General Motors, Ford Motor Company e FCA,  oltre a BMW, Mercedes, Volkswagen, Tesla Motors e tra gli altri.
È quotata alla Borsa di New York e alla Borsa di Toronto ed ha 169.000 dipendenti in 338 stabilimenti di produzione e 89 centri di sviluppo, ingegneria e vendita in 28 paesi. Magna è governata da una costituzione societaria che prevede la distribuzione degli utili a dipendenti (10% degli utili ante imposte) e azionisti. I termini di questo contratto sono considerati un "sistema aziendale equo" secondo il fondatore dell'azienda Frank Stronach.

## Storia
La società fu fondata nel 1957 in un garage affittato dall'austriaco Frank Stronach come Multimatic Investments, non lontano da Toronto. Il suo primo contratto nel settore automobilistico per staffe metalliche per parasole è stato con la General Motors nel 1959.
Alla fine degli anni '60, l'azienda operava in otto stabilimenti. Stronach ha reso pubblica Multimatic Investments nel 1969 attraverso una fusione con Magna Electronics Corporation, una società di componenti aerospaziali, militari e industriali, e divenne nota come Magna International nel 1973.
La società ha sviluppato un programma di partecipazione azionaria dei dipendenti e di partecipazione agli utili nel 1974. Nel 1981, Magna ha venduto le sue attività nell'ambito aerospaziale e militare per concentrarsi sull'industria automobilistica. Ha iniziato a decentralizzare i principali sistemi in società indipendenti quotate in borsa negli anni '90, espandendosi in Asia.
Magna ha iniziato a progettare telecamere retrovisive per automobili per Hummer nel 2005 sulla sua linea di produzione in Michigan. È stata una delle prime a sviluppare telecamere per la retrovisione per le case automobilistiche e nel 2007 aveva un contratto di 350.000 unità. L'azienda ha prodotto più di 46 milioni di componenti e ha aperto uno stabilimento da $ 66,5 milioni per produrre telecamere e componenti di assistenza alla guida.
Nel febbraio 2015, Samsung SDI ha accettato di acquistare il business dei battery-pack da Magna Steyr, un'unità operativa austriaca di Magna International, per $ 120 milioni.
Magna International ha collaborato con Argus Cyber Security dopo aver partecipato a un round di finanziamento di serie B 2015 per accedere alla tecnologia di sicurezza dell'azienda.
La società ha venduto la sua attività di interni, che comprende pannelli di porte e strumenti, sistemi aerei e componenti per la gestione del carico, al Grupo Antolin nell'agosto 2015. La vendita al Grupo Antolin comprendeva 36 stabilimenti e 12.000 dipendenti in Europa, Nord America e Asia, circa il 10%. della forza lavoro globale della Magna in quel momento. Le operazioni hanno generato vendite per 2,4 miliardi di dollari nel 2014.
Nel marzo 2018, Magna ha annunciato che collaborerà con la società di condivisione di corse Lyft per fornire kit high-tech che trasformano i veicoli in auto a guida autonoma. La società ha investito 200 milioni di dollari nel progetto ed entrambe le parti possederanno congiuntamente la proprietà intellettuale sviluppata. È stato anche notato che Magna sarà il fornitore esclusivo di Lyft di kit per la guida autonoma.
Magna ha annunciato una partnership con BAIC Group nel giugno 2018 per sviluppare veicoli elettrici intelligenti di "prossima generazione" per i consumatori cinesi.
Nell'ottobre 2020, è stato annunciato che Walker sarebbe andato in pensione da CEO alla fine del 2020, con Swamy Kotagiri che lo avrebbe sostituito nel gennaio 2021. Dal 4 gennaio 2021 Swamy Kotagiri è ora CEO di Magna International.
Il 20 dicembre 2022 Magna annuncia l'acquisizione di Veoneer per aumentare le proprie capacità su Autonomous Driving e ADAS.